# Картмаксимум

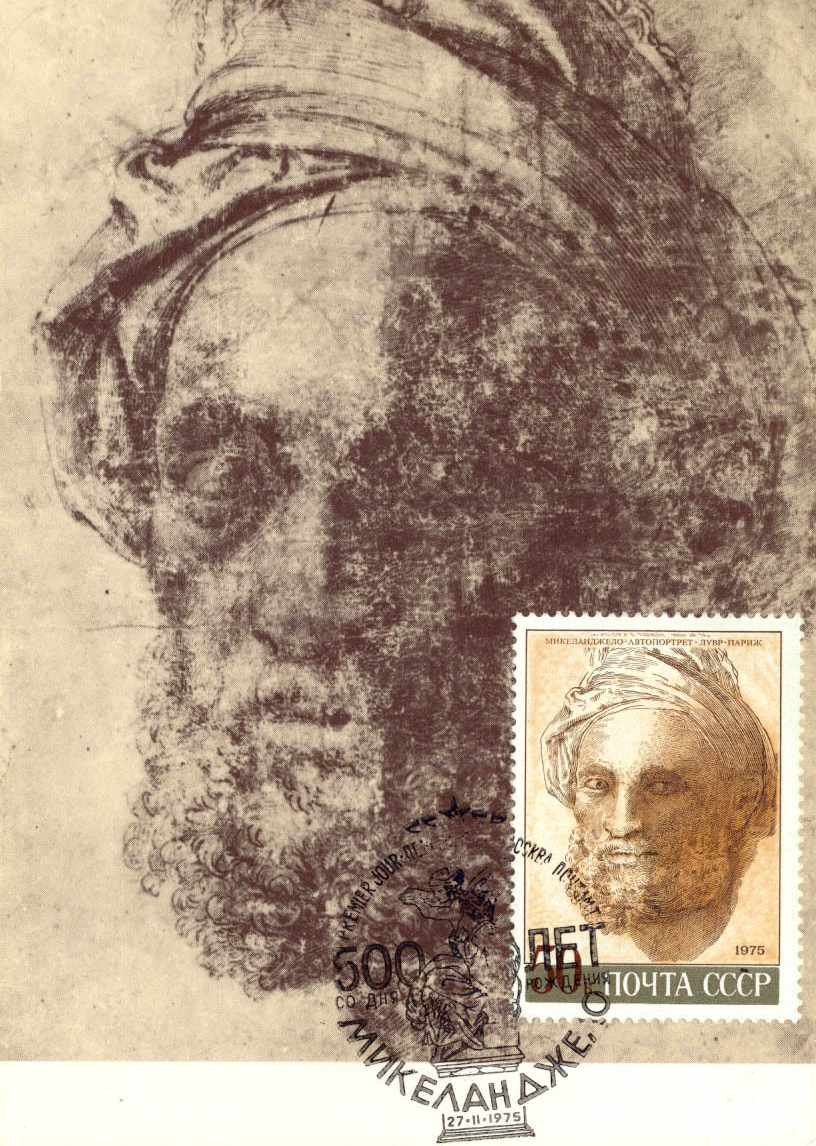
Картмаксимум «Мікеланджело. Автопортрет. Лувр. Париж», СРСР, 1975. Гасіння першого дня: «500 років від дня народження Мікеланджело», Москва, Поштамт, 27.02.1975

Картма́ксимум, або карт-ма́ксимум (від фр. cartes-maximum), — художня листівка з наклеєною на лицьовій стороні поштовою маркою того ж малюнка і з гасінням, що мають відношення до малюнка. Є об'єктом колекціонування особливої області сучасної філателії — максимафілії.

## Опис
Картмаксимум включає три основних елементи і являє собою (1) художню поштову картку, на ілюстрованій стороні якої наклеєна (2) поштова марка, що за сюжетом збігається з ілюстрацією картки і погашена (3) поштовим штемпелем (художнім, першого дня, календарним). Час і місце гасіння, а також привід відповідають сюжету картки і поштової марки.
Відповідно до положень максимафілії ілюстрація поштової картки і малюнка поштової марки повинні мати загальні сюжети чи однакові елементи. Повний (тотожний) збіг малюнка картки і марки можливий в тому випадку, коли вони створені по одному і тому ж вихідному матеріалу (по одній і тій же репродукції, фотографії тощо). Дозволяється використовувати тільки марки, що знаходяться в поштовому обігу; доплатні, фіскальні та службові марки не застосовуються.
Розміри листівки повинні бути не більше 105 × 148 мм і не менше 90 × 140 мм ± 2 мм; принаймні, 75% її площі має бути зайнято зображенням, відповідним сюжетом малюнка марки (або одному з сюжетів, якщо їх декілька). Забороняється використовувати листівки, якщо їх зображення повністю повторює марку (наприклад, фотографії марок).

## Максимафілія
Максимафілія визнана Міжнародною федерацією філателії, в якій є відповідна комісія, яка розробляє виставкові регламенти по оцінці конкурсних експонатів на виставках різного рівня.